# Rudge-Whitworth
Pour les articles homonymes, voir Whitworth.
Rudge-Whitworth était un fabricant britannique de vélos, de selles de vélos, de motos, de roues de motos et de voitures de sport issu de la fusion de deux fabricants de vélos en 1894, Whitworth Cycle Co. de Birmingham, fondée par Charles Henry Pugh et ses deux fils Charles Vernon et John, et Rudge Cycle Co. de Coventry (qui descend d'une entreprise de bicyclettes fondée par Daniel Rudge de Wolverhampton).
En 1894, les coureurs cyclistes suivants courent sur Rudge : Charles Terront, Jules Terront, Edwards, Warwick, Paul Baras, Henri Farman, Maurice Farman, Charles Meyer, Arlaud, Vasseur, Spoke, Swiftness, Delancey Dodds, Colomb. Sur Whitworth, on trouve : Fournier, Hubert Houben, Arthur Linton, Schofield, Gaston Courbe d'Outrelon, Danfray, Lautrec, Bidault et Henri Rudeaux .
Les motos Rudge ont été produites de 1911 à 1946. L'entreprise était connue pour ses innovations dans la conception de moteurs et de transmissions, et pour ses succès en course. Leur devise de vente était « Rudge it, don’t truge it ».
La société a également produit la première roue à rayons amovible en 1907, et était connue pour ses roues adaptables sur les voitures de sport ; cette marque a continué jusque dans les années 1960.

## Roues à rayons
Au début des années 1900, John Pugh, fils du fondateur de l'entreprise Charles Pugh et pionnier de l'automobile, a décidé qu'il devait y avoir un meilleur moyen de traiter les pneus crevés que d'avoir à changer le pneu avec la roue toujours fixée à la voiture. En concurrence avec Victor Riley de la Riley Cycle Company, ils conçoivent tous deux une roue amovible verrouillée par un seul gros écrou. Pugh obtient un brevet pour sa roue en 1908. Des différences de conception détaillées ont donné lieu à des litiges juridiques entre les deux sociétés concernant les droits intellectuels sur la roue amovible. Pugh a finalement perdu le litige après avoir fait appel à la Chambre des Lords.
La conception du moyeu à blocage central comporte trois éléments principaux : un moyeu cannelé pour positionner la roue et deux cônes d'accouplement, l'un à l'extrémité intérieure qui centre la roue et l'autre à l'extrémité de l'écrou. Ces cônes transmettent la majeure partie du couple à la roue, libérant ainsi les cannelures d'une grande partie de la charge. L'une des principales caractéristiques de la conception Pugh est qu'elle est auto-serrante. Les roues du côté droit de la voiture ont un filetage à gauche sur l'écrou et vice versa. Si la roue se desserre, l'écrou de blocage a tendance à se resserrer et à maintenir la roue en toute sécurité. 
Le système a été adopté avec enthousiasme par la fraternité des coureurs, où l'avantage d'une roue à changement rapide était évident. Lors de la course TT de l'île de Man en 1908, 21 des 35 participants utilisaient des roues Rudge-Whitworth, et un seul des finishers n'en utilisait pas. En 1913, l'utilisation de roues amovibles en fil de fer était universelle dans les grands prix.
Après la Seconde Guerre mondiale, les droits de la roue Rudge-Whitworth ont été acquis par Jaguar Cars. 